# Epiphractis amphitricha
Epiphractis amphitricha är en fjärilsart som beskrevs av Edward Meyrick 1910. Epiphractis amphitricha ingår i släktet Epiphractis och familjen praktmalar, Oecophoridae. Inga underarter finns listade i Catalogue of Life.